# Paracaprella
Paracaprella är ett släkte av kräftdjur. Paracaprella ingår i familjen Pariambidae.
Kladogram enligt Catalogue of Life:
| Paracaprella | \| \| Paracaprella pusilla \| \| \| \| \| \| Paracaprella tenuis \| \| \| \| |
|              | \| \| Paracaprella pusilla \| \| \| \| \| \| Paracaprella tenuis \| \| \| \| |
|              | Deutella                                                                     |
|              |                                                                              |
|              | Hemiaegina                                                                   |
|              |                                                                              |
|              | Luconacia                                                                    |
|              |                                                                              |
|              | Pariambus                                                                    |
|              |                                                                              |
|              | Paracaprella pusilla                                                         |
|              |                                                                              |
|              | Paracaprella tenuis                                                          |
|              |                                                                              |

|  | Paracaprella pusilla |
|  |                      |
|  | Paracaprella tenuis  |
|  |                      |